# Supercoppa croata (pallavolo femminile)
La Supercoppa croata è un trofeo per squadre di club croate organizzato dalla Federazione pallavolistica della Croazia.

## Albo d'oro
| Edizione      | Edizione      | Podio          | Podio     | Podio        |
| Anno          | Sede finale   | Campione       | Risultato | Finalista    |
| ------------- | ------------- | -------------- | --------- | ------------ |
| 2016 Dettagli | Castelvecchio | Marina Kaštela | 3 - 2     | HAOK Mladost |
| 2017 Dettagli | Castelvecchio | Marina Kaštela | 3 - 0     | Osijek       |

## Palmarès
| Squadra        | Titolo | Stagione   |
| -------------- | ------ | ---------- |
| Marina Kaštela | 2      | 2016, 2017 |